# Oplotniščica
Potok Oplótniščica (tudi Oplótnica) je levi pritok Dravinje, ki prav tako izvira v osrednjem delu Pohorja.

## Etimologija
Po mnenju jezikoslovcev je potok dobil ime bodisi po istoimenskem naselju ali iz občne besede oplòt. V starejših virih se omenja z različnimi imeni, mdr. aquam que Oplonitz dicitur (1182), ultra aquam Oplotz (1293), aqua Oplotnitz (1302), die Oplotnitz (1398).

### Poimenovanja v pisnih virih
Na jožefinskem vojaškem zemljevidu (1763–1787) je ime potoka zapisano v dveh oblikah: Bach Oplatniz in Oplatnicza Bach. Na malo mlajših franciscejskem (1806–1869) in francjožefovskem zemljevidu (1869–1887) se potok imenuje Oplotnitz Bach.
Danes ima potok dvoje imen: Oplotnica in Oplotniščica, in težko je razsoditi, katero ime je pravilnejše/ustreznejše. Na državnih topografskih zemljevidih (topografski karti v merilu 1 : 25.000 in 1 : 50.000 ter temeljnem topografskem načrtu v merilu 1 : 5000) je ime potoka dosledno zapisano kot Oplotnica.. Enako ime se za potok uporablja tudi v večjem delu geografske strokovne literature, npr. v starejšem Krajevnem leksikonu Dravske banovine, v Melikovih opisih Slovenije, monografiji Slovenija – pokrajine in ljudje, pa tudi v Enciklopediji Slovenije. Nasprotno so v Krajevnem leksikonu Slovenije zapisali ime potoka v obliki Oplotniščica, enako v Slovenskem velikem leksikonu in novejšem Velikem atlasu Slovenije.
Tudi na oznakah (napisnih tablah) ob prometnicah je ime potoka dosledno v obliki Oplotnica, vendar pa domačini dajejo prednost imenu Oplotniščica, s katerim se jasno razločuje med imenom kraja in potoka (domačini so v nekem smislu, tudi lastniki lokalnih toponimov, v skladu z utečeno rabo, saj so jih, zgodovinsko gledano, tudi sami ustvarili).
Že Milan Šifrer je opozoril na zanimivo dejstvo, da domačini uporabljajo za potok drugačno ime, kot je navedeno v strokovni in drugi literaturi.

## Opis in značilnosti

### Zgornji tok
Potok nastane iz več majhnih studencev v mokrotni kotanji Črne mlake na gozdnatem pobočju Rogle in teče kratek čas po plitvi mokrotni dolini proti severu. Pod prevalom Zgornja brv se obrne na jug in teče po dolini, vrezani v osrednjepohorsko uravnavo. Tu se vanjo iz kratkih grap z obeh strani stekajo krajši potočki in nekoliko daljši levi pritok Črnava. Dolina postaja navzdol nekoliko globlja in ožja.
Na Jurgovem je manjša razširitev in tu se potok obrne proti jugovzhodu in teče v tej smeri vse do Cezlaka. Dolina ima v tem delu razmeroma majhen strmec in potok teče deloma po ozki naplavni ravnici. Nad njo so mestoma nekaj strmejša pobočja, v potok pa se z obeh strani stekajo padavinske vode in pritoki iz krajših grap ter izpod Osankarice nekoliko večja Črmlja. Pod Cezlakom se Oplotniščica obrne točno proti jugu in teče do Oplotnice po najožjem in najglobljem delu doline, ki ga imenujejo tudi Oplotniški vintgar.
Malo nad Oplotnico potok izstopi iz objema Pohorja in tu je v nižji svet nasul obsežen prodni vršaj, po katerem teče zdaj po zahodni strani. Z desne strani se mu pridružita potoka Božjenica in Gračanica, nato ponovno spremeni smer toka proti jugovzhodu in teče po široki dolini mimo vasi Markečica in Pobrež ter naselje Tepanje. Tu se Oplotniščici pridruži največji levi pritok Čadramski potok, malo pod Dražo vasjo pa se izliva v Dravinjo.
Med zgornjim in spodnjim tokom Oplotniščice je popolna razlika. V zgornjem toku do Oplotnice je tipičen pohorski potok, hudournik, ki si je izdolbel strugo in dolino v pohorske metamorfne kamnine. Vse do iznad Cezlaka teče po granodioritu (tudi tonalit), ki gradi obsežen pohorski lakolit iz starejšega terciarja. Pri Cezlaku prečka manjšo zaplato zelenega čizlakita, nato pa se zaje v metamorfne kamnine, predvsem v blestnik in gnajs, v katere je vrezal slikovito sotesko z brzicami in manjšimi slapovi (Oplotniški vintgar). Pri Oplotnici prestopi v gričevnat svet Konjiške kotline, zapolnjeno s pliocenskimi in kvartarnimi naplavinami, in v tem delu naenkrat postane značilen ravninski potok. Nekdaj je drobno vijugal sem in tja po široki poplavni ravnici, zdaj pa je njegova struga vse do izliva v Dravinjo deloma umetno preoblikovana, a še vedno v razmeroma dobrem stanju in večinoma obdana z obvodnim rastjem.
V zgornjem toku teče potok po povsem naravni strugi, v kateri se menjavajo odseki v živoskalni podlagi in odseki, na katerih teče potok bolj ali manj po tanki plasti lastnih prodnih naplavin. V tem delu so ponekod v strugi velike granodioritne skale, ostanek zmrzalnega preperevanja iz zadnje ledene dobe. Najslikovitejši del struge je v Oplotniškem vintgarju, kjer se je potok mestoma za več metrov zarezal v živoskalno podlago in tvori številne drobne kaskade ter nekaj metrov visok Megličev slap, ki pada v slikovit tolmun, v katerem naj bi po lokalnem ljudskem izročilu živel povodni mož Povodnik. Skozi 'vintgar' je speljana urejena in zložna učna pot.

### Srednji in spodnji tok
Že pri žagi na zgornjem koncu Oplotnice se struga potoka povsem spremeni. Od tu naprej in dalje teče potok skozi naselje  tesno med hišami in po ozki umetni strugi, večinoma obdani s kamnitimi brežinami. Pri nekdanji graščini je na njem betonska pregrada in tu je ob potoku obnovljeno nekdanje perišče. Dolvodno od Oplotnice je struga deloma v naravnem stanju in rahlo vijuga po naplavni ravnici, gosto obraščena z obvodnim grmovjem in drevjem, mestoma so v njej izvedli večje hidrotehnične posege. Tu in tam se ob sedanji strugi opazijo sledovi nekdanjih opuščenih strug.
Poplavna ravnica ob Oplotniščici je med Oplotnico in Tepanjem široka do 100 m, pri Tepanju se razširi na okoli 600 m, dolvodno do izliva v Dravinjo pa je široka od 200 do 300 m. Poplave ob spodnjem toku Oplotniščice niso tako problematične kot ob Dravinji, zato je v poplavni ravnici pisan mozaik intenzivnih travnikov in njiv, ki marsikje segajo prav do brežin potoka.
Oplotniščica je bila v preteklosti izjemno pomemben vir vodne energije, saj je v zgornjem toku nad Oplotnico poganjala več kot 30 žag in manjših mlinov. Ob njih so bili manjši jezovi, ki so imeli pomembno vlogo pri zadrževanju proda in poplavnih voda, vendar so od njih ostale samo še razvaline (npr. Flosarjev mlin, Krivčova žaga), mnogi so izginili brez sledu. Pri Cezlaku so že ob koncu 19. st. odprli kamnolom in za njegove potrebe zgradili manjšo hidroelektrarno na Oplotniščici ter industrijsko železniško progo po soteski navzdol do Oplotnice.

## Energetska uporaba
Na potoku delujejo danes štiri male hidroelektrarne z močjo od 700 do 1400 kW.

## Okoljevarstveni status
Potok je od izliva Črnave do sotočja z Dravinjo ribolovna voda; z ribjim staležem upravlja Ribiška družina Slovenska Bistrica.
Ves zgornji tok Oplotniščice od izvira do začetka Oplotnice je opredeljen kot naravna vrednota državnega pomena. Kot naravna vrednota lokalnega pomena je zavarovan manjši slap na potoku nad Jurgovim. Zgornji del porečja nad Cezlakom je vključen v varovano območje Natura 2000 (Pohorje).